# شلکلینگن
شهر شلکلینگن (به آلمانی: Schelklingen) در ایالت بادن-وورتمبرگ در کشور آلمان واقع شده‌است.